# Szuszai Antal
Szuszai Antal (Eperjes, 1864. április 17. – Dobsina, 1917. február 6.) katolikus pap, egyházi író.

## Élete
Szuszai a felvidéki Eperjes városában született 1864-ben. Tanulmányai után 1889. június 26-án szentelték pappá. Először Szomolnokon, 1892-től Losoncon volt káplán. 1894-től adminisztrátor Nagy-Rőcén és segédlelkész Merényben, majd 1895-től Rozsnyón. 1896-tól élete végéig Dobsinán volt plébános. 1917-ben hunyt el 52 éves korában.

## Művei
Szuszai papi működése mellett több egyházi, illetve nevelési művet írt. Ezek a következőkː
- (fordítás) Kicsoda Krisztus? (írta Roh. P. S. J.), Szuszai a hetedik kiadás után fordította, Budapest, 1901
- Előkészület a nagy napra – katekezis az először gyónók és áldozók előkészítésére, Esztergom, 1904
- A nagy mesterség – vagyis a gyermekek első házi nevelésének a mestersége I–II., Budapest, 1905–1911.
- A házasság – keresztények oktatása a legéletbevágóbb kérdésekről, Győr, 1906 (különlenyomat a Borromaeus folyóiratból)
- A tiszta életről – kalauz mívelt, serdült ifjak számára, Budapest, 1906
- A jellem útja – az önnevelés kézikönyve 12-17 éves fiúk és leányok számára, Budapest, 1908
- Kalauz a krisztusi életre – kézikönyv a középiskolák 6. osztálya és olvasókönyv a művelt közönség számára, Kolozsvár, 1910 elektronikus elérhetőség
- Eperjesi turista-kalauz, Eperjes, 1910
- A krisztusi pedagógia főelvéről. Székfoglaló, Budapest, 1911 (A SZIT Tud. és Irod. Oszt. felolvasó üléseiből. 78.)
- Apologetika vagyis a katolikus hit alapjainak rendszeres védelme, Esztergom, 1911 elektronikus elérhetőség[halott link]
- Veliké majstrovstvo to jest Prvádomáca výchova dietok, Posl. Michal Branický, 1914